# Antoni Mazurkiewicz

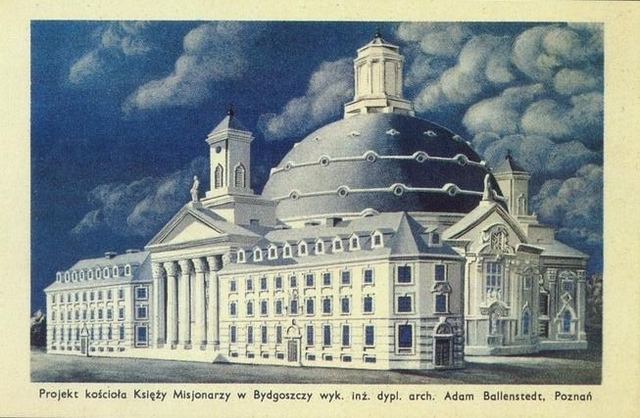
Proiectul Bisericii "Sf. Vincenţiu de Paul" din Bydgoszczy din 1924, realizat de preotul Antoni Mazurkiewicz

Antoni Mazurkiewicz (n. 21 iunie 1877, Toruń, Imperiul German – d. 6 iulie 1963, New Haven, statul Connecticut, Statele Unite ale Americii) a fost un călugăr și preot polonez, paroh al Parohiei „Sf. Vincențiu de Paul” din Bydgoszczy și superior al casei Congregației Misiunii din Bydgoszczy.

## Biografie
S-a născut la 21 iunie 1877 în orașul Toruń. A fost fiul lui Anton și a Annei Sobeski. La 1 ianuarie 1898 a intrat în rândurile membrilor Congregației Misiunii (părinții lazariști) din Cracovia. După ce a absolvit studii de filozofie și teologie, a fost hirotonit preot la 5 iulie 1903.
A activat inițial la Cracovia, iar apoi în cadrul comunităților poloneze din România și Statele Unite ale Americii. Între anii 1908-1921 a fost parohul comunității "Sf. Stanislav" din New Haven (statul Connecticut, SUA). A înființat acolo în 1908 o școală parohială și în 1912 a construit Biserica Sfântul Stanislau. În timpul primului război mondial a activat în Comitetul de recrutare a voluntarilor pentru armata generalului Józef Haller (vicepreședinte) și a organizat acțiuni de sprijinire a polonezilor. În perioada 1922-1925 a fost superior al Casei Misiunii din Whitestone (New York).

### Activitatea la Bydgoszczy
În 1925 s-a întors în Polonia și a devenit superior al casei Congregației Misiunii din Bydgoszczy. La data de 15 octombrie a aceluiași an a preluat oficial Parohia "Sf. Vincențiu de Paul" din Bydgoszczy, devenind astfel primul paroh misionarist al parohiei.
În timpul slujirii sale la Bydgoszcz și-a concentrat atenția pe construirea bisericii parohiale. Neputând conta prea mult pe sprijinul financiar al comunității locale, el a revenit la sfârșitul anului 1926 în SUA, cu scopul de a strânge fonduri pentru construcție. A adunat acolo circa 10 mii de dolari, care au fost folosiți la realizarea construcției. S-a întors la Bydgoszcz în octombrie 1926. El a reușit să construiască prezbiteriul bisericii, o casă a misionariștilor și a ridicat biserica până la cupolă.

### Activitatea în SUA
În ianuarie 1929 a plecat din nou în Statele Unite ale Americii, unde spera să strângă circa 6 mii de dolari. Dar nu s-a mai întors la parohie; a rămas până la moarte în SUA. Din 1935 a fost paroh al Parohiei "Sf. Stanislau Kostka" din Brooklyn. În perioada 1933-1956 a fost vicevizitator al misionarilor polonezi din SUA. În timpul celui de-al doilea război mondial a fost trezorier al Comunității Polonezilor din SUA și a organizat activitatea de ajutorare a compatrioților din țară. A murit la 6 iulie 1963 în orașul New Haven.
A fost cavaler al Crucii de Ofițer al Ordinului Polonia Restituta, care îi fusese acordată pentru activitățile sale sociale și patriotice.

## Vezi și
- Congregația Misiunii